# Tetroso

D-Eritrulosio

Il tetroso è un monosaccaride con quattro atomi di carbonio.
Tutti i tetrosi possiedono un gruppo aldeidico in posizione 1 o un chetone in posizione 2.
Gli aldotetrosi possiedono 2 centri chirali che identificano quattro distinti stereoisomeri.
I due aldotetrosi sono eritrosio e treosio:

D-Eritrosio
D-Treosio

Il chetotetroso è l'eritrulosio:
- D-Eritrulosio